# Antoine (patriarche de Grado)
Pour les articles homonymes, voir Antoine.
Antoine est un patriarche de Grado, l'un des principaux évêchés d'Italie, entre 730 ou 731, jusqu'à 741.

## Biographie
Après la mort du patriarche Donato, Pierre III, évêque de Pula, occupe la fonction de patriarche de Grado, mais le pape Grégoire II ne ratifie pas cette nomination et par une lettre datée du 1er décembre, il invite les évêques suffragants à élire le nouveau patriarche : c’est ainsi qu’Antoine est choisi. Il est alors probablement l'abbé du monastère de Brondolo près de Chioggia. Certains historiens pensent que l’élection d’Antoine n’a pas eu lieu la même année que la mort de Donato, mais seulement vers 730, car les domaines byzantins en Italie sont à ce moment-là traversés par des mouvements de protestation contre les décrets iconoclastes.
En 731, Antonin arrive à Rome à l’invitation du pape Grégoire III où il participe au synode convoqué par le pape pour discuter de la question de l’iconoclasme ; le concile se serait conclu par la condamnation de l’empereur byzantin Léon III l'Isaurien, même si des historiens comme Leslie Brubaker et John Haldon émettent des doutes sur le contenu exact des questions discutées à l'occasion de ces synodes, notamment la condamnation de l'iconoclasme. À cette occasion, le pape aurait défini les frontières entre les diocèses d’Aquilée et de Grado, mais l’historiographie moderne considère le document comme un faux. Dans tous les cas, les conflits entre les deux patriarches se poursuivent, comme le montre la lettre du pape, non datée mais probablement écrite avant 733, par laquelle le pape intime au patriarche d’Aquilée de restituer à celui de Grado certaines propriétés du monastère de Barbane.
Le pape semble tenir en excellente considération le patriarche Antoine, comme le démontre la lettre par laquelle Grégoire III l’invite à prendre contact avec l’exarque Eutychès, qui s’est réfugié à Venise, après que les Lombards ont conquis Ravenne. Le but est la concertation d’un plan offensif commun contre les Lombards. L’exarque retournant à Ravenne et après que les tensions entre Rome et les Lombards se soient apaisées, le pape Grégoire III, par une lettre probablement de 741, invite à nouveau le patriarche Antoine et d’autres évêques pour un second concile, obtenant même du roi lombard Liutprand un laissez-passer pour tous les ecclésiastiques.